# Crépuscule des ombres
Crépuscule des ombres (em árabe: غروب الظلال, Ghouroub Edhilal) é um filme de drama argelino de 2014 dirigido por Mohammed Lakhdar-Hamina. 
Foi selecionado como representante de seu país ao Oscar de melhor filme estrangeiro em 2016, mas não foi indicado.

## Elenco
- Samir Boitard
- Nicolas Bridet
- Laurent Hennequin